# Jaime Menéndez Lorente
Jaime Menéndez (27 de diciembre de 1986, Madrid, España) es un actor español.

## Biografía
Finalizado el colegio El Buen Pastor en 2007, inició su carrera como actor en programas televisivos como Pecado original a la vez que las empresas de representación Kailash y Casting en línea se encargaban de dirigir su carrera.
A finales de 2005 logró uno de los personajes fijos de la serie Amar en tiempos revueltos, ambientada en la posguerra española, y en la que aparece las dos primeras temporadas. En ella Jaime Menéndez encarnaba a Sito Robles, el hijo del empresario Fabián Robles (Héctor Colomé) y Loreto Castillo (Luisa Gavasa). Sito pronto perdería la inocencia progresivamente al descubrir las mentiras llevadas a cabo por su padre y que causaron dolor a su hermana Andrea (el rapto del hijo de esta que terminó por separarla finalmente de su marido Antonio), y al empezar a sentirse atraído por los hombres, incluyendo a su mejor amigo (Ángel: Marco Martínez), un seminarista que termina de coadjutor de una parroquia. Sucesivas tragedias y disgustos (la aparición de unas fotos comprometidas que lo relacionan con un boxeador gay; las muertes de sus padres, su hermano Rodrigo y la Tata Elpidia; la huida de Andrea y Antonio a Francia) lo hundieron mientras sacaba adelante la fábrica de mármoles de su padre. Sin embargo su historia de amor con un camarero llamado Felipe (Xosé Manuel Esperante) le permitía aceptar su condición de homosexual a la vez que aprendía a guardar las apariencias en la sociedad franquista al casarse con su prima Inés (Marina Valdés/ Carolina Bona). La marcha de Felipe lo deja sumido en cierto aburrimiento a la vez que se distancia de las posturas del régimen hasta el punto de ejercer de enlace de correo con la resistencia antifranquista; actividad por la que un policía (Teo: Raúl Prieto) lo detendrá y liquidará en la cárcel. Sito le reporta la imagen de joven un tanto delicado, frágil, que se arma de valor y se hunde con súbita rapídez.
Jaime Menéndez compaginó ese trabajo con anuncios de televisión (concretamente uno de Caja Duero) y participaciones en series como El comisario, donde interpretó a Iván, un joven homosexual que liquida a su madre al descubrir las relaciones que mantenía con su padrastro.
En 2017 logra su primer protagonista para la tv.movie Hay que vivir para el Grupo Ganga. En él interpretó a Miguel, un adolescente -buen estudiante- que padece anorexia y que supera la enfermedad en un centro a pesar de que su relación con su novia concluye durante su periodo de recuperación.
En 2015 entró a formar parte de La Joven Compañía, en los montajes teatrales Hey Boy Hey Girl de Jordi Casanovas, donde interpretó el personaje de Teval y Fuenteovejuna de Lope de Vega en versión de Juan Mayorga, donde interpretó al Comendador. Ha trabajado en el Teatro de La Abadía con El público de Federico García Lorca y en 2018 ha protagonizado Esto no es La Casa de Bernarda Alba dirigido por Carlota Ferrer en los Teatros del Canal y en una gira nacional por toda España.

## Filmografía

### Cine
| Año  | Título               | Personaje      | Notas            |
| ---- | -------------------- | -------------- | ---------------- |
| 2010 | Campo de batalla     | Antonio        | Cortometraje     |
| 2015 | Un día perfecto      | Soldado        | Papel menor      |
| 2017 | Something More Banal | Policía        | Cortometraje     |
| 2018 | El pasajero          | Enrique Méndez | Papel secundario |
| 2023 | La que se avecina    | Pastor         | Papel secundario |

### Televisión
| Año       | Título                       | Personaje            | Cadena    | Notas         |
| --------- | ---------------------------- | -------------------- | --------- | ------------- |
| 2005-2008 | Amar en tiempos revueltos    | Sito Robles Castillo | TVE       | 175 episodios |
| 2006      | El comisario                 | Iván                 | Telecinco | 1 episodio    |
| 2007      | Hay que vivir                | Miguel               | TVE       | 1 episodio    |
| 2009-2011 | Hospital Central             | Jorge/Infierno       | Telecinco | 2 episodios   |
| 2010      | Adolfo Suárez, el presidente | -                    | Antena 3  | 2 episodios   |
| 2011      | Los misterios de Laura       | Raúl Montalbán       | TVE       | 1 episodio    |
| 2014      | Víctor Ros                   | Faustino             | TVE       | 1 episodio    |